# Everardo Mendoza Guerrero
José Everardo Mendoza Guerrero (El Chaco, San Ignacio, Sinaloa; 1 de enero de 1961-16 de agosto de 2019) fue un lingüista, investigador y académico mexicano que trabajó por poco más de cuarenta años en la Universidad Autónoma de Sinaloa, dedicando los últimos treinta a la investigación de la variedad sinaloense del español. Fue Miembro Correspondiente del Seminario de Cultura Mexicana desde 1997, perteneció al Sistema Nacional de Investigadores desde 1998, ingresó a la Academia Mexicana de la Lengua en 2004, como Miembro Correspondiente, y perteneció al Sistema Sinaloense de Investigadores y Tecnólogos desde su fundación en 2012.

## Datos biográficos

### Estudios
Estudió la licenciatura en derecho en la Facultad de Derecho y Ciencias Sociales de la Universidad Autónoma de Sinaloa, donde se graduó en 1984. Realizó estudios de especialización en la Escuela Normal Superior de Nayarit, donde se graduó en 1985 como profesor en educación media, con especialidad en lengua y literatura. En la Universidad Nacional Autónoma de México (UNAM), se graduó como maestro en letras (lingüística hispánica), en 1996, y como doctor en lingüística hispánica en 2003.

### Investigador y académico
Fue docente de la Universidad Autónoma de Sinaloa desde 1979. En 1988 se incorporó como profesor e investigador de la Facultad de Filosofía y Letras de la misma universidad. Participó en diversos programas de posgrado, tanto de la universidad como de otras instituciones del estado y del país. En el 2005, fundó y coordinó en dicha facultad la maestría en enseñanza de la lengua y literatura.
Se especializó en lingüística regional, en las áreas de dialectología, historia de la lengua y lexicografía. Desarrolló tres importantes proyectos de investigación: El habla de Sinaloa, Difusión regional del español por los medios de comunicación y el Diccionario del léxico regional de Sinaloa.

### Familia
Está emparentado por línea materna con el prerrevolucionario sinaloense Heraclio Bernal, nacido en el pueblo de El Chaco, en el municipio de San Ignacio, de donde es originaria su madre, Socorro Guerrero Bernal.[cita requerida]

## Premios y distinciones
- Premio Estatal de Cuento COBAES-Cosalá 1997, en homenaje a Ramón Rubí, otorgado por COBAES y Bancrecer.[6]
- Reconocimiento a la excelencia en las tareas de investigación, otorgado por la Universidad Autónoma de Sinaloa, 26 de junio de 2000.[6]
- Mérito Universitario 2003-2004, otorgado por la Universidad Autónoma de Sinaloa.[7]
- Galardón de "La Noche de los Soles" en la categoría Cuento, en el marco del XLVI Aniversario de El Sol de Sinaloa, 30 de noviembre de 2002.[8]
- Reconocimiento de la Crónica de Sinaloa por destacada contribución a la cultura, 2016.[9]

## Publicaciones
Publicó seis libros y una treintena de artículos relacionados con sus investigaciones:
- El habla de Sinaloa. Materiales para su estudio [en coautoría], UAS-El Colegio de Sinaloa, 1997.
- El léxico de Sinaloa, Siglo XXI Editores-El Colegio de Sinaloa, 2002.
- Notas sobre el español del Noroeste, El Colegio de Sinaloa-Difocur, 2004.
- Índice de vocablos y expresiones. Hacia el diccionario del léxico regional de Sinaloa, UAS-El Colegio de Sinaloa-Academia Mexicana de la Lengua, 2008.
- El habla de Culiacán, UAS-Instituto Municipal de Cultura Culiacán-El Colegio de Sinaloa-ISIC, 2011.
- Como dicen en mi pueblo: ¡Ya dilo!: acercamientos al español sinaloense, Juan Pablos Editor-UAS, 2014.

Además, publicó cuatro libros de cuentos:
- Nosotros también estamos muertos, UAS-DIFOCUR, 1996.
- Las Mimbres. Premio Estatal de Cuento COBAES-Cosalá, 1997.
- Diez sueños y un despertar / Ten Dreams and One Awakening, Fonca-Poética de la Tierra Ediciones, 1998.
- Otra vez el silencio. Colección Palabras del Humaya, Instituto Municipal de Cultura de Culiacán, 2009.